# Świadek koronny
Świadek koronny – podejrzany, który zgodził się zeznawać jako świadek w zamian za odstąpienie od wykonania na nim kary lub jej złagodzenie.

## Instytucja świadka koronnego na świecie
Instytucja świadka koronnego wywodzi się z Anglii (to turn King’s/Queen’s evidence). Nie istnieje jednak jednolity model świadka koronnego, ponieważ w różnych ustawodawstwach przyjmuje on różną postać (immunity witness, accomplice witness, informant defendant, Kronzeuge, Aufklärungsgehilfe, pentito). 
Generalnie przyjmuje się, że świadkiem koronnym jest sprawca czynu, który przyjął korzystną propozycję w zakresie ścigania (co do wyłączenia odpowiedzialności karnej) lub ukarania (co do wyłączenia lub ograniczenia karnych konsekwencji popełnionego czynu) w zamian za zeznania obciążające innych współuczestników, sprawców. Chodzi tu głównie o przełamanie zmowy milczenia, o cenne źródło informacji, nowy środek dowodowy, który ma podnieść wykrywalność i skuteczność ścigania karnego najpoważniejszych przestępstw i ich sprawców oraz dostarczyć brakującego materiału dowodowego.

## Świadek koronny w świetle polskiego prawa
W Polsce, zgodnie z art. 2 ustawy o świadku koronnym z dnia 25 czerwca 1997 r. (Dz.U. z 2016 r. poz. 1197), jest to podejrzany, który został dopuszczony do składania zeznań w charakterze świadka na zasadach i w trybie określonych ustawą. 
Celem polskiej instytucji świadka koronnego jest ujawnienie wszelkich przestępstw popełnionych w zorganizowanej grupie lub związku przestępczym oraz przestępstw takich jak łapownictwo, płatna protekcja czynna i bierna, nadużycie funkcji przez funkcjonariusza państwowego, kupowanie głosów wyborczych, uczestnictwo w zorganizowanej grupie lub związku przestępczym, a także łapownictwo gospodarcze i sportowe.
Świadkiem koronnym nie może zostać podejrzany, który w związku z udziałem w przestępstwie usiłował popełnić albo popełnił przestępstwo zabójstwa (art. 148 § 1–3 k.k.) lub brał współdziałał w jego popełnieniu albo nakłaniał inną osobę do popełnienia takiego czynu zabronionego w celu skierowania przeciwko niej postępowania karnego.
Decyzję w sprawie dopuszczenia dowodu z zeznań świadka koronnego wydaje sąd okręgowy właściwy do miejsca prowadzenia postępowania przygotowawczego na wniosek prokuratora prowadzącego lub nadzorującego postępowanie przygotowawcze, złożony po uzyskaniu zgody Prokuratora Generalnego. Przed podjęciem decyzji sąd przesłuchuje podejrzanego. 
Sprawa świadka koronnego zostaje wyłączona do odrębnego postępowania. Świadek koronny nie ma prawa do odmowy zeznań, uchylenia się od odpowiedzi, utajnienia jego tożsamości (świadek anonimowy). Sąd, na jego wniosek, wyłącza jawność rozprawy na czas jego przesłuchania. Świadek koronny nie podlega karze za przestępstwa, w których uczestniczył i które jako świadek koronny ujawnił. Prokurator umarza jego postępowanie.
Istnieje też tak zwana funkcja „małego świadka koronnego”. Zgodnie z art. 60 § 3 k.k., przestępca, który w pełni współpracuje z organami ścigania, podlega nadzwyczajnemu złagodzeniu kary. Z reguły status ten przyznaje się osobie, która chce współpracować z wymiarem sprawiedliwości, ale jej wiedza jest za mała aby otrzymać status świadka koronnego. Z art. 60 § 3 korzystają często „skruszeni” zabójcy, chcąc w ten sposób zmniejszyć sobie karę np. z 25 na 15 lat więzienia.
Zgodnie z art. 14 ust. 1 UŚK, w razie zagrożenia życia lub zdrowia świadka koronnego lub osoby dla niego najbliższej, mogą oni:
- zostać objęci ochroną osobistą,
- zmienić miejsce pobytu lub zatrudnienia (z pomocą odpowiednich organów),
- otrzymać dokumenty umożliwiające używanie danych osobowych innych niż własne (tylko w wyjątkowych sytuacjach).

W przypadku używania fikcyjnych danych osobowych należy zaznaczyć, że nie musi być to tożsame ze zmianą imienia i nazwiska ani wytworzeniem nowych aktów stanu cywilnego.